# アブサロム
アブサロム（ヘブライ語: אַבְשָׁלוֹם‎ Aḇšālōm、古代ギリシア語: Αβεσσαλώμ、ラテン文字表記: Absalom）は、旧約聖書の『サムエル記』に登場する人物で、イスラエルの王ダビデの三男。名前は「平和の父」の意味。イスラエルのうちでその美しさをたたえられ、自分でも自らの美しさにゆるぎない自信を持っていた。父ダビデ王に対して叛乱を起こしたが、最終的に敗れて殺害された。
2018年に発行された聖書協会共同訳では、「アブシャロム」と表記されている。

## 生涯
ダビデには複数の妻がおり、アブサロムは、その一人であるゲシュルの王タルマイの娘マアカから生まれた。アブサロムは妹のタマルを愛していたが、異母兄のアムノンがタマルを手ごめにしたことに激怒した。2年の間、機会をうかがっていたアブサロムは、バアル・ハツォルに兄弟たちをすべて集める席を設けて、そこへ手下を送りアムノンを殺害した（『サムエル記』下13章）。アブサロムは母方の祖父であるタルマイのもとへのがれ、3年後に許されてダビデの下に戻った。
4年後、アブサロムは周到な準備をした上で父ダビデに対して叛旗を翻し、ヘブロンで挙兵した。当初、叛乱は成功するかにみえた。イスラエルとユダヤの民はアブサロムを支持し、ダビデの下にとどまったのはクレタ人とペレティ人、ガト人のみであった。ダビデは都落ちを余儀なくされた。祭司たちは都にとどまり、祭司たちの息子ヨナタンとアヒマアツがダビデに情報を送ることにした。
アブサロムはエルサレムに入城し、智謀で知られたアヒトフェルを軍師として迎えた。アブサロムはダビデを追跡し、ダビデはヨルダン川の向こう岸へとのがれた。ダビデはあらかじめアルキ人フシャイをアブサロムの下に送り込んでおり、アヒトフェルとアブサロムの離間を図った。アヒトフェルが「できる限り早くダビデを追跡して捕らえるべきだ」と進言した際も、フシャイが「軍勢を集結させてから確実に攻撃するべき」と正反対の献策を行ったため、アヒトフェルの策は採用されなかった。こうしてダビデは最大の危機をギレアドに逃れ、アブサロムへの反撃に必要な軍勢を集める時間を稼いだ。ダビデを討つ機会が失われたことを知ったアヒトフェルは失望し、自殺した。
兵を集めたダビデは反撃に転じ、アブサロムの兵士とエフライムの森で激突した。この戦いでアブサロムの軍勢は完敗し、アブサロムはラバに乗って単身戦場から逃れようとした。しかし、アブサロムの自慢の長い髪が低い枝にひっかかり、木の間に宙吊りになった。ダビデは部下に対し、アブサロムに手を出さないよう厳命していたため、これを発見した部下は手を出さずに上官のヨアブに知らせた。
ダビデの腹心だったヨアブは駆けつけると、尻込みする兵士たちの前でアブサロムの心臓に棒を突き刺し、手下と共に止めを刺した。ダビデは自分に対して叛旗を翻したにもかかわらずアブサロムの死を聞いて慟哭した。アブサロムは王の谷に自らの碑を建てていたので、その名前が歴史に残された（現在のエルサレムにも「アブサロムの墓」というものがあるが、後代に作られたものである）。

## 子孫
サムエル記下14:27によれば、アブサロムには3人の息子と1人の娘タマルがいたが、サムエル記下18:18で跡継ぎの息子がないと言っていることから、息子たちは早世したと考えられている。一方、歴代誌下11:20にはアブサロムの娘のマアカがユダ王国初代王であるレハブアムの側女になり、アビヤ（アビヤム）を生んだことが記載されている（ただし歴代誌下13:2ではアビヤの母をウリエルの娘のミカヤとする）。